# Eparchie lvovská
Eparchie Lvov je eparchie ukrajinské pravoslavné církve Moskevského patriarchátu.

## Území a titul biskupa
Zahrnuje správní hranice území Lvovské oblasti.
Eparchiálnímu biskupovi náleží titul biskup lvovský a haličský.

## Historie
Roku 1134 byla z části území volodymyr-volynské eparchie zřízena eparchie haličská.
Roku 1371 získala název haličská, volyňská a litevská.
Poté, co roku 1700 metropolita Josyf (Šumljanskyj) uznal Brestskou unii, eparchie se stala součástí Ruské uniatské církve.
Na podzim roku 1939 byla ke Sovětskému svazu připojena západní Ukrajina a západní Bělorusko. Dne 28. října 1940 byl zřízen Západní exarchát a jeho součástí se stala také eparchie haličská.
Roku 1946 se na Lvovském soboru znovu připojila lvovská řeckokatolická eparchie k Moskevskému patriarchátu.
Dne 27. prosince 1988 byla z části území eparchie zřízena eparchie ternopilská.
Na konci 80. let započal velký přechod duchovních a věřících k Ukrajinské řeckokatolické církvi a Ukrajinské autokefální pravoslavné církvi.

## Seznam biskupů
- 1156–1167 Kosma
- 1239–1249 Artemij
- 1292–1292 Iosif
- 1301–1301 Grigorij
- 1331–1334 Feodor
- 1415–1415 Ioann
- 1540–1547 Makarij (Tučapskij)
- 1549–1565 Arsenij (Balaban)
- 1569–1569 Ioann
- 1570–1596 Gedeon (Balaban)
- 1607–1641 Jeremia (Tyssarovskyj)
- 1641–1651 Arsenij (Želiborskij)
- 1651–1657 Ieremia (Svistelnickij)
- 1668–1700 Josyf (Šumljanskyj)
- 1941–1945 Pantelejmon (Rudyk)
- 1945–1951 Makary (Oksijuk)
- 1951–1952 Fotij (Topiro)
- 1952–1956 Pankratij (Kašperuk)
- 1956–1960 Palladij (Kaminskyj)
- 1960–1964 Grygorij (Zakaljak)
- 1964–1965 Damian (Marčuk)
- 1965–1983 Mykolaj (Juryk)
- 1983–1989 Nykodym (Rusnak)
- 1989–1990 Irynej (Serednij)
- 1990–1992 Andrij (Horak), přešel k Ukrajinské pravoslavné církvi Kyjevského patriarchátu
  - 1992–1992 Serhij (Hensickyj) dočasný správce
- 1992–2012 Augustin (Markevič)
- od 2012 Filaret (Kučerov)